# Sveti Križ (Budinščina)
 Sveti Križ  falu Horvátországban Krapina-Zagorje megyében. Közigazgatásilag Budinščinához tartozik.

## Fekvése
Krapinától 25 km-re délkeletre, községközpontjától 2 km-re délnyugatra a Horvát Zagorje területén fekszik.

## Története
A falu névadó Szent Kereszt kápolnája nagyon régi, pontos építési ideje nem ismert. Első említése az 1639-es egyházlátogatás jegyzőkönyvében található "capella s. Crucis in Budinschina" alakban. Eszerint a kápolna falazott, a szentély boltozott, a hajó felett pedig tölgyfából készített mennyezet volt. 1666-ban a kápolnának két oltára volt, melyek közül az egyik a régi főoltár. Később ezt az oltárt a kegyúr Vitéz Gáspár támogatásával nagy költségen aranyozták. A mai főoltár Vitéz Ferenc özvegye Gersei Pethő Éva költségén épült 1669-ben, szintén gazdagon aranyozott.
A településnek 1857-ben 179, 1910-ben 322 lakosa volt. Trianonig Varasd vármegye Zlatari járásához tartozott.
2001-ben 159 lakosa volt.

## Nevezetességei
A Szent Kereszt tiszteletére szentelt kápolnája egy olyan dombtetőn áll, mely az Ivanscsica-hegység nagy részéről látható és a kápolna mellől is belátni a megye kétharmad részét. Építési ideje nem ismert, de nagyon régi. A kápolna mai formájában barokk stílusú, de egyes jegyei, például a kis méretű ablakok arról árulkodnak, hogy egykor átépítették. A bejárat felett emelkedik a harangtorony, melyen emeletenként kettős ablakok láthatók, melyek a plébániatemplom északi oldalán levő ablakokhoz hasonlóak, ám kevésbé díszítettek. A torony építése 1666 körül történt. Belül a kápolna egyhajós, melyhez félkör alakú apszis csatlakozik. A szentélytől balra található a sekrestye, melynek külön bejárata van. A belső tér első részében áll a fából ácsolt kórus. A szentély boltozott, a hajónak fa mennyezete van. A barokk főoltár Vitéz Ferenc özvegye Gersei Pethő Éva költségén épült 1669-ben. A Szent Borbála oltár 1708-ban készült, mellette áll a szószék, melyet már 1666-ban említ a vizitáció.  A kápolnát története során többször is megújították. Kincsei közül említésre méltó két kehely, az egyik gótikus a másik barokk. A  miseruhák szintén nagyon régiek, de művészeti értéket nem képviselnek.

## Külső hivatkozások
- Budinščina község hivatalos oldala
- A zajezdai Nagyboldogasszony plébánia honlapja[halott link]